# Anicet Bichot

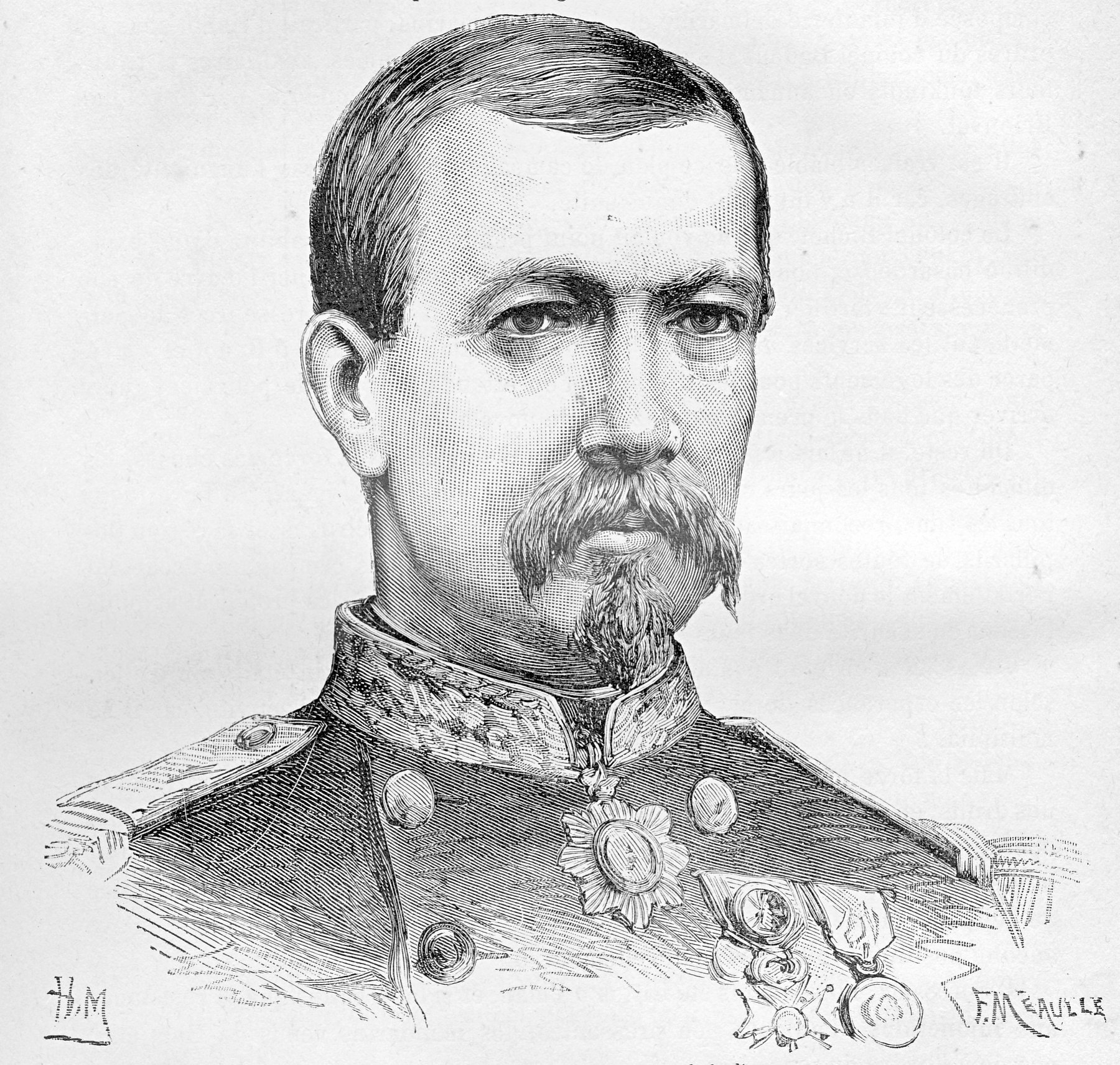
Trung tá Bichot vào năm 1883.

Justin Bichot (29 tháng 10, 1835 - 1908) là một tướng lĩnh người người Pháp. Ông chỉ huy quân đội Pháp trong chiến tranh Pháp - Đại Nam.

## Binh nghiệp
Justin Bichot sinh ngày 29 tháng 10 năm 1835 tại Arras trong gia đình quân đội có bố là Tổng tư lệnh lữ đoàn Claude Auguste Gabriel Bichot và mẹ là Virginie Augustine Stéphanie Gatte.
Bichot tham gia quân đội Pháp vào năm 1855 ở lĩnh vực hải quân, được phong làm trung úy vào tháng 11 năm 1860. Cũng trong năm 1860, Bichot sang Nam Kỳ làm phụ tá cho Đại tá Elie Jean de Vassoigne trong trận Đại đồn Chí Hòa. Năm 1864, Bichot được cử làm thuyền trưởng trên chuyến tàu ở Việt Nam. Năm 1869, ông làm Tổng tham mưu cho Tổng thanh tra vũ khí De Vassoigne Năm 1871, Bichot được thăng làm Thiếu tá; đến năm 1876 thì được thăng làm Trung tá chỉ huy đội quân Lê dương Pháp xâm lược thuộc địa.

### Chiến dịch Việt Nam

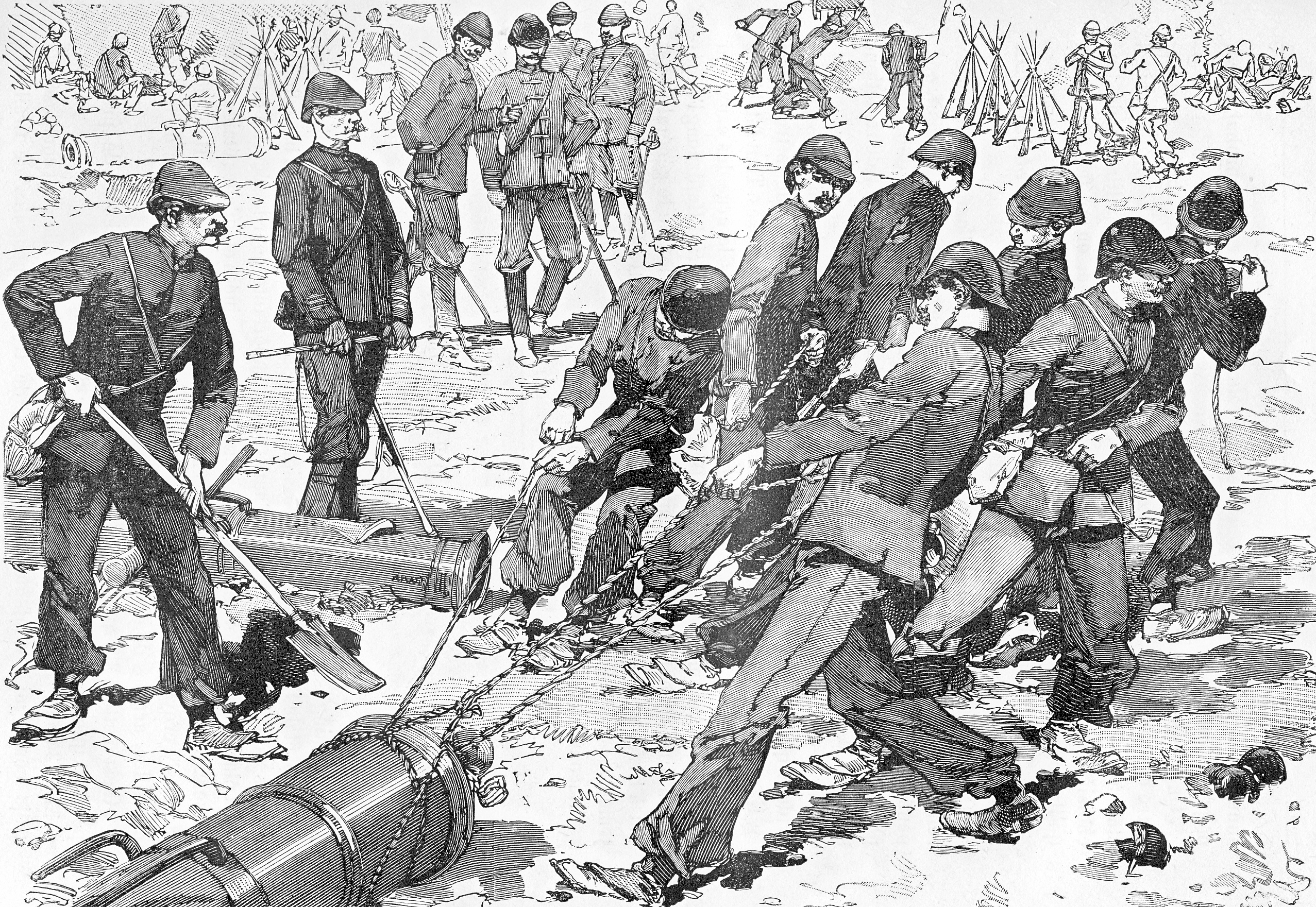
Đại tá Bichot thu giữ khẩu đại bác do quân Cờ đen bỏ lại Quatre Colonnes sau trận Phủ Hoài, 16 tháng 8 năm 1883..

Ít lâu sau, Bichot được cử làm Tổng tư lệnh quân Pháp tại Hà Nội thay thế Đô đốc Meyer đang làm nhiệm vụ tại chiến trường Trung Quốc. Giữa năm 1883, Bichot sang tham chiến ở chiến trường Việt Nam, tham gia trận đánh thành Sơn Tây của Tổng chỉ huy Pháp Bouet (ngày 15 - 16/8/1883). Tại trận Vọng (16/8/1883), đoàn quân xâm lược của Bichot bị quân ta đánh tan tành. Sau khi Hòa ước Quý Mùi ký kết được ít lâu, ngày 11/9/1883, Alexandre Eugène Bouet bị chính phủ gọi về Pháp do không ngăn được cuộc kháng chiến rộng khắp của quân dân Việt Nam. Bichot, lúc này là Đại tá, đã lên thay cũng không làm được gì hơn.
Kháng chiến của nhân dân nổ ra rộng khắp, khiến tướng Bichot đau đầu đối phó: ở Bắc Kỳ, nghĩa quân tập trung lại dưới quyền chỉ huy của Hoàng Tá Viêm ở Sơn Tây và Đốc thần Trương Quang Đản, Đề đốc Ngô Tất Ninh, tán tương Lương Quy Chính cùng Nguyễn Thiện Thuật đều phản đổi đạo dụ giải tán quân đội của triều đình. Khâm sứ ở Huế là De Champeaux nói với vua Nguyễn là Pháp quyết đánh quân Thanh, buộc triều đình phải triệu hồi các võ tướng. Vua Hiệp Hòa sai Nguyễn Trọng Hợp ra hiểu dụ cho quan quân triều đình phải triệt binh vì sợ động đến quân Thanh. Cũng theo ý của Champeaux, Nguyễn Trọng Hợp tâu: "Chọn điều họa thì lấy cái nào nhẹ hơn, xin triệu Hoàng Tá Viêm về kinh để mặc quân Pháp tự làm mới mong bớt việc". Cuối tháng 9/1883, quân Pháp đánh chiếm được tỉnh Ninh Bình và lấy hết tiền thóc, sổ sách. Triều đình muốn Bố chánh Tôn Thất Úy ở lại cộng tác với Pháp, nhưng Úy không nhận và rút ra sơn phòng tổ chức kháng chiến. Ở Ninh Bình, hội Tín nghĩa của Dương Hữu Quang hoạt động mạnh; sau này đến tháng 12/1883 đã tổ chức cướp voi của tên tuần phủ Ninh Bình là Phan Huy Lương vào cuối năm 1883 tại trận Hà Mai (gần sát Hà Nội)
Đến ngày 25/10/1883, Đại tá Bichot trao chức vụ cho Anatole Amédée Prosper Courbet.
Năm 1908, tướng Bichot qua đời ở Toulon, lúc 72 tuổi.

## Gia đình
Tướng Bichot kết hôn với Blanche M. Cécile Michelot (1845-1905) vào năm 1866. Họ có sáu người con:
1. Cecile Blanche M Anaïs Bichot 1866-1936
2. Mathilde Bichot 1869-1873
3. Marie Bichot 1871-1936
4. Henri Bichot, Thuyền trưởng 1874-1953
5. Magdeleine Bichot: 1875- / 1936
6. Auguste Bichot: 1875- / 1936